# Li Weihan

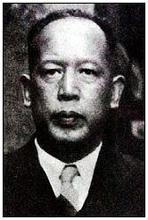
Li Weihan (1946)

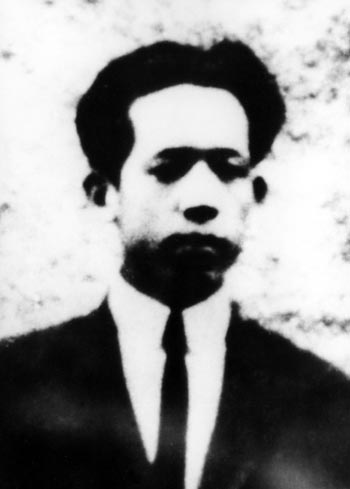
Li Weihan (um 1935)

Li Weihan (chinesisch 李維漢, Pinyin Lǐ Wéihàn; * 2. Juni 1896; † 11. August 1984) war ein Politiker der Kommunistischen Partei Chinas (KPCh) in der Volksrepublik China.

## Leben
Li Weihan, ein früher Weggefährte von Deng Xiaoping, war zwischen August und September 1927 Leiter der Organisationsabteilung des Zentralkomitees (ZK). Zugleich war er von August 1927 und Juni 1928 Mitglied des Ständigen Ausschusses des Politbüros der Kommunistischen Partei Chinas, dem obersten Führungsgremium der Partei. Er wurde 1933 erster Rektor der neugegründeten Zentralen Parteihochschule der Kommunistischen Partei Chinas und blieb in dieser Verwendung bis zu seiner Ablösung durch Dong Biwu 1935. 1937 löste er Dong Biwu als Leiter der Zentralen Parteihochschule wiederum ab, übergab dieses Amt jedoch bereits 1938 an Kang Sheng. Im Oktober 1948 wurde er Leiter des Zentralabteilung Vereinigte Arbeitsfront des Zentralkomitees der Kommunistischen Partei Chinas, welche die Beziehungen zur nichtkommunistischen Parteielite verwaltet, und verblieb in dieser Funktion bis Dezember 1964.
Nach der Gründung der Volksrepublik China am 1. Oktober 1949 wurde Li Generalsekretär des Nationalkomitees der Politischen Konsultativkonferenz des chinesischen Volkes und bekleidete diese Funktion bis 1954. Zugleich war Li, ein Angehöriger der Han-Chinesen, zwischen Oktober 1949 und seiner Ablösung durch Ulanhu im September 1954 Vorsitzender der Staatlichen Kommission für ethnische Angelegenheiten, einer Behörde des Staatsrates der Volksrepublik China. Im Anschluss wurde er im September 1954 Vize-Vorsitzender des Ständigen Ausschusses des Nationalen Volkskongresses und verblieb in dieser Funktion bis Dezember 1964. Des Weiteren fungierte er zwischen Dezember 1954 und Dezember 1964 als Vize-Vorsitzender des Nationalkomitees der Politischen Konsultativkonferenz des chinesischen Volkes. Auf dem VIII. Parteitag der Kommunistischen Partei Chinas wurde er 1956 zum Mitglied des ZK der KPCh gewählt und gehörte diesem bis zum IX. Parteitag (1. bis 24. April 1969) an.
Nachdem Li Weihan fast zehn Jahre lang keine politischen Ämter mehr bekleidet hatte, wurde er 1978 erneut Vize-Vorsitzender des Nationalkomitees der Politischen Konsultativkonferenz des chinesischen Volkes und behielt diese Position bis 1983. Zuletzt war er zwischen September 1982 und seinem Tod im August 1984 Vize-Vorsitzender der Zentralen Beratungskommission der KPCh.

## Weblink
- Eintrag in China Vitae

| Personendaten    | Personendaten          |
| ---------------- | ---------------------- |
| NAME             | Li, Weihan             |
| KURZBESCHREIBUNG | chinesischer Politiker |
| GEBURTSDATUM     | 2. Juni 1896           |
| STERBEDATUM      | 11. August 1984        |